# Hugh Marsh
Hugh Marsh est un compositeur et violoniste né le 5 juin 1955 à Montréal au Canada. Au niveau de la musique de film, il a surtout travaillé avec le studio Media Ventures, notamment Harry Gregson-Williams et Hans Zimmer.
Il accompagne également régulièrement l'artiste Loreena McKennitt.

## Filmographie
2007
- Le Nombre 23 de Joel Schumacher (musique de Harry Gregson-Williams) (musicien : violon)

2006
- Seraphim Falls de David Von Ancken (musique de Harry Gregson-Williams) (musicien : violon)
- Déjà Vu de Tony Scott (musique de Harry Gregson-Williams) (musicien : violon)
- Da Vinci Code de Ron Howard (musique de Hans Zimmer) (musicien : violon)
- Loin d'elle de Sarah Polley (musique de Jonathan Goldsmith) (musicien : violon)

2005
- Kingdom of Heaven de Ridley Scott (musique de Harry Gregson-Williams) (musicien : violon)
- Domino de Tony Scott (musique de Harry Gregson-Williams) (musicien : violon)
- Le Monde de Narnia : Le Lion, la Sorcière blanche et l'Armoire magique d'Andrew Adamson (musique de Harry Gregson-Williams) (musicien : violon)

2004
- Shrek 2 d'Andrew Adamson (musique de Harry Gregson-Williams) (musicien : violon)
- Man on Fire de Tony Scott (musique de Harry Gregson-Williams) (musicien : violon)
- Return to Sender de Bille August (musique de Harry Gregson-Williams) (musicien : violon)
- Sex Traffic de David Yates (film TV) (musique de Jonathan Goldsmith) (musicien : violon)

2003
- Sinbad - la légende des sept mers de Tim Johnson (musique de Harry Gregson-Williams) (musicien : violon)
- Veronica Guerin de Joel Schumacher (musique de Harry Gregson-Williams) (musiques additionnelles et musicien : violon)
- Bienvenue dans la jungle de Peter Berg (musique de Harry Gregson-Williams) (musicien : violon)
- Les Larmes du soleil d’Antoine Fuqua (musique de Hans Zimmer) (musicien : violon)

2002
- Live from Baghdag de Mick Jackson (film TV) (musique de Steve Jablonsky) (musicien : violon)

2001
- Spy game, jeu d'espions de Tony Scott (musique de Harry Gregson-Williams) (musicien : violon)

2000
- Apartment Hunting de Bill Robertson (en) (musique de Mary Margaret O'Hara) (musicien : violon)

1999
- Whatever Happened to Harold Smith? de Peter Hewitt (musique de Harry Gregson-Williams) (musicien : violon)

1998
- Armageddon de Michael Bay (musique de Trevor Rabin et Harry Gregson-Williams) (musicien : violon)

1990
- Cedar Cedar de Markham Cook (documentaire) (cocompositeur avec Jonathan Goldsmith)

1988
- Crossing the River de Camelia Frieberg (court métrage)

1984
- Waterwalker de Bill Mason (documentaire) (cocompositeur avec Bruce Cockburn)